# 静海寺

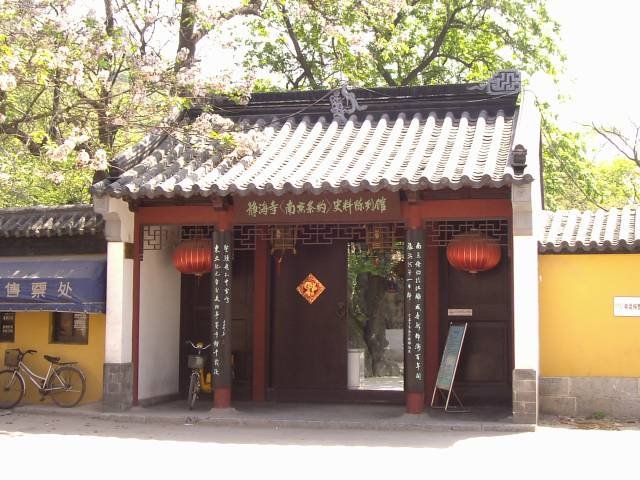

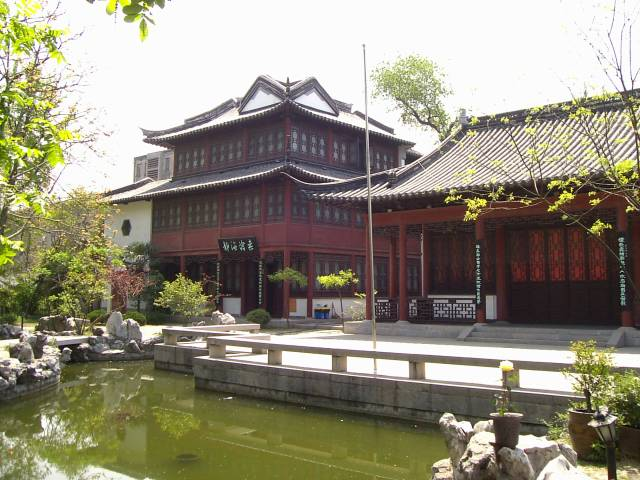

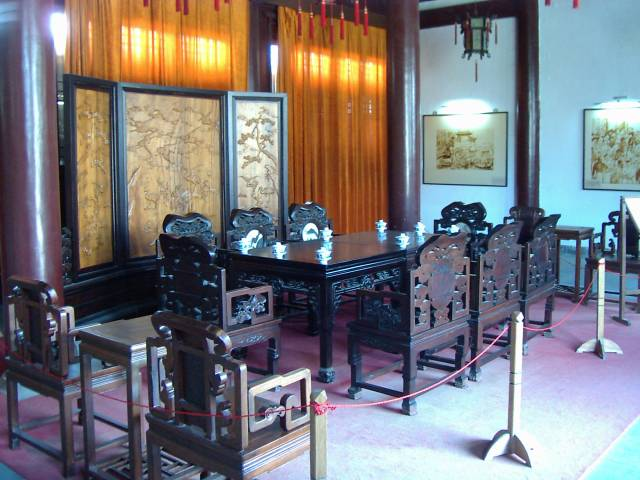

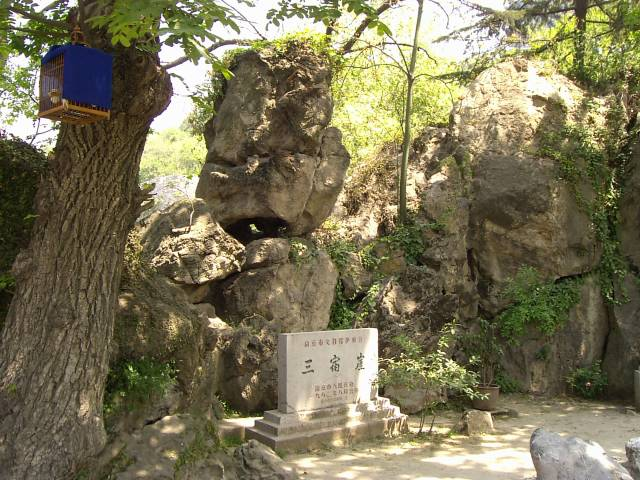

静海寺（せいかいじ）は中華人民共和国の南京市内北西部、閲江楼の西隣にある仏教の寺院である。

## 起源と歴史
静海寺の歴史は古く明永楽9年（1411年）に永楽帝が鄭和の南海遠征を記念して建立し、この時に「静海」の名を賜った。「静海」には「四海平静，天下太平」の意味が込められている。
1840年6月に清と英国の間でアヘン戦争が始まり、1842年には英軍に南京を占領され清は英国との協議を迫られ静海寺で8月12,13,14,24日に4回の会談が行われ、8月29日に英艦隊旗艦上で正式に南京条約が締結された。これは中国が初めて結んだ不平等条約であった。
1986年に静海寺の再建が決定され、1987年に静海寺址に628平方メートルの明建築の寺が建てられた。
1990年8月には≪南京条約≫資料陳列館が建てられ対外開放され、1996年末には香港返還を記念して拡張工事が行われ約600万元の費用がかけられ≪南京条約≫資料陳列館は2800平方メートルに拡張された。
2004年末には鄭和の南海遠征600周年を記念して拡張工事が開始され2005年夏に完成し、静海寺の規模は元の4倍の約12000平方メートルに拡張された。
資料館は南京条約と鄭和に関する資料が豊富である。
静海寺は1985年5月に南京市文物保護単位に指定されている。正式名称は静海寺≪南京条約≫資料陳列館らしい。静海寺には南宋の三宿崖もあり三宿崖は1982年8月に南京市文物保護単位に指定されている。

## 所在地
南京市鼓楼区朝月楼116

## 拝観料・拝観時間
- 拝観料 : 6元（2004年現在）　2005年に20元に改定されたとの情報有
- 拝観時間 : 8:30 - 17:00